# مقاطعة أردل
مقاطعة أردل (بالفارسية: شهرستان اردل) هي مقاطعة تقع في إيران في تشهارمحال وبختیاري. يقدر عدد سكانها بـ 60,526 نسمة .